# Platypalpus crassiseta
Platypalpus crassiseta is een vliegensoort uit de familie van de Hybotidae. De wetenschappelijke naam van de soort is voor het eerst geldig gepubliceerd in 1906 door Gabriel Strobl.